# 梁鼎銘

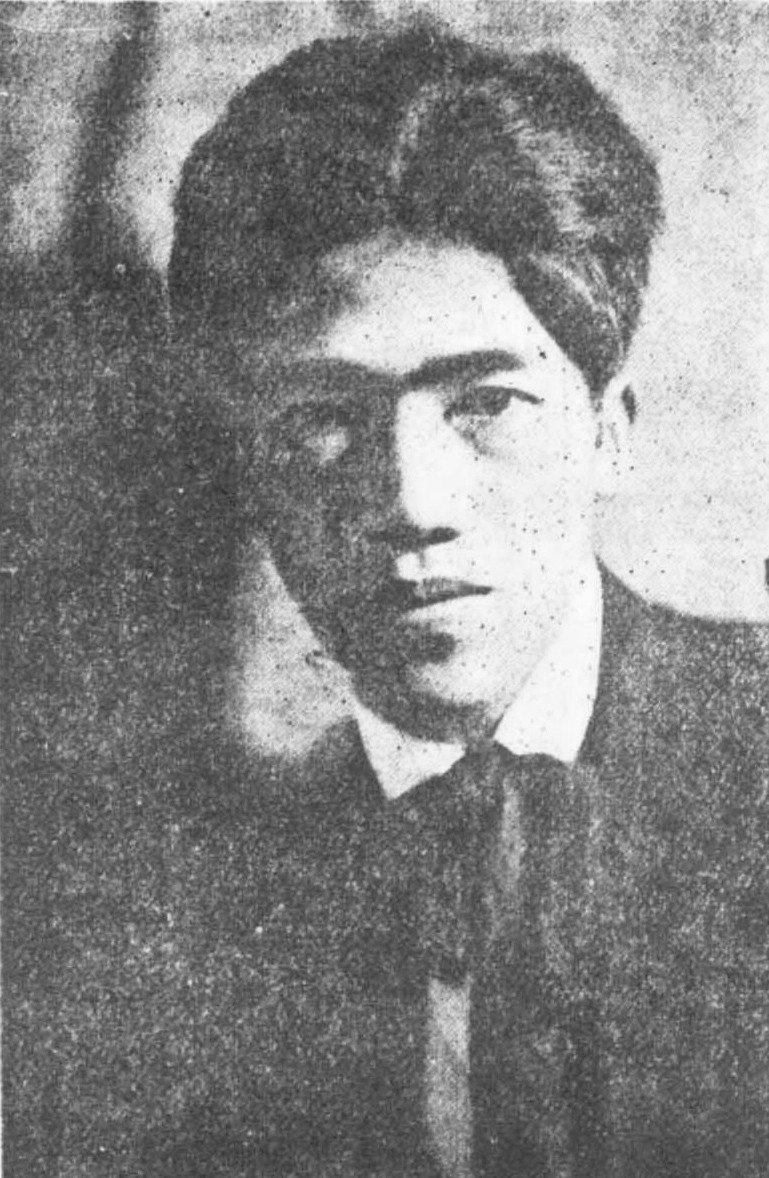
梁鼎銘, 1927

梁鼎銘（1898年—1959年3月1日），本名梁協燊，為近代中國畫家，自署戰畫室主。廣東順德人。清光緒二十三（西元1898年）年生於上海。是雙胞胎畫家梁又銘、梁中銘的二哥。大姐梁雪清。

## 生平

#### 求學、上海就業
梁鼎銘於1898年生於上海，1907年入私塾啟蒙。1915年就讀南洋測繪學校時，透過課程接觸透視技巧，同時入「上海圖畫美術院」習畫。:48 1916年在廈門以繪製人物肖像謀生。1917年10月以晨妝梳罷畫作獲得東雅公司月份牌徵稿第二名， 進入上海英美煙草公司廣告部繪畫美人圖。1919年秋，大哥粱砥中赴法「勤工儉學」研習藝術方面課程，購買畫冊、複製品郵寄回國，給家族作為學畫臨摹範本，他一邊臨摹，也指導雙胞胎弟弟梁又銘、梁中銘習畫。:11-22, 26-29

#### 參與軍中藝術文宣
1925年秋，他辭去工作，前往廣東開展。1926年被任命為《革命畫報》主編，同年在廣州近郊大石頭開設「穗石鄉畫室」完成沙基血跡圖，開始創作大型戰畫。:32, 43-49 1926年7月起，他陸續擔任國民革命軍總司令部政治部中校藝術股長、第八路軍中校藝術股長、軍事委員會總政治作戰部中校藝術科長，12月改派為訓練總監部政治訓練處中校藝術股長等職。1929年3月透過南京國民政府訓令出發前往法、比、德、義等國考察美術。:32, 43-47, 52 1930年4月，南京國民政府籌備國民革命軍陣亡將士公墓籌備委員會及紀念館，於靈谷寺附近起建畫室，由他創作史畫。1934年起，他兼任陸軍軍官學校政治訓練處上校政治教官，經評估堪任職務部分有「堪任大學校美術學院院長」語。 1930年8月與李若蘭成婚。二人婚後共育有2子：梁小鼎（1937年夭折）、梁灼華，5女：梁丹美、梁丹丰、梁丹平、梁丹貝、梁丹卉，均為台灣藝文界人物。

#### 戰亂遷徙、定居台灣
中日全面戰爭期間，梁鼎銘一家遷徙武漢、四川。1941年底，他前往香港，準備赴美進行文化宣傳之際，因太平洋戰爭爆發香港淪陷，乃被迫毀壞10餘幅大幅油畫，僅留下血刃圖存放友人處。1942年間順利逃離香港，6月到廣西柳州擔任中學校長，1946年出任東北吉林中正藝專校長。:85 1947年冬，全家由上海移居台北。1951年6月，他任職日本盟軍總部心理作戰部，期間接觸前衛繪畫。1952年返回台灣。1955年起，接替劉獅出任政工幹校（現國防大學政治作戰學院）美術組主任，為健全政工幹校美術科教學內容，他親自勸說林克恭、藍蔭鼎到校授課。同時，他更將水墨人物畫列為必修課程，增設實用美術課程，並編寫教材、教授解剖課、製作相關繪圖儀器。他也曾擔任教育部美育委員審定美術教材 。

## 藝術創作
梁鼎銘早年從事人物肖像、美人圖等商業創作。前往歐洲考察美術後，從事油畫戰史題材創作，為創作生涯之高峰。另以素描、動物（馬）題材見長，也嘗試版畫創作。彭明輝指出，他結合中國傳統繪畫和西洋繪畫之長，使人物、風景、動物等題材之描繪生動活潑。:48-50 他曾經嘗試在商業創作中運用色粉筆、水彩等混合媒材。另外，他早年創作的美人畫，在描繪傳統服飾人物及歷史主題外，也加入肖像畫、炭精媒材，以凸顯人物主題光影對比及立體感，呈現中西合璧的特色。 :41彭明輝指出，他為了畫馬，曾經取得馬匹骨骼仔細研究生理構造，以求形神兼具。他畫出的馬匹，以馬蹄不著地具有騰空姿態而知名。 :54

#### 史畫
陳佩佩認為，梁鼎銘在題材、形式、風格上取法浪漫主義繪畫風格，作為戰爭史畫範本，表現視覺上的震撼。經由政黨安排、資助，他的戰爭史畫甚具宣傳效果，激勵士氣。評論者認為這是他實踐「美術救國」、「以美術見證時代」信念的展現。 :102, 109-110
他創作巨幅史畫十五幅，至今僅存1938年完成油畫血刃圖（國立臺灣美術館典藏）及1950年完成油畫岳飛大破拐子馬圖（國立歷史博物館典藏）。1971年，梁丹丰重繪惠州戰役圖，將原畫尺寸縮小1/3比例（212×798CM）依原畫完成，保存於中國文化大學華岡博物館，是台灣現存最大戰畫。 :84

## 主要著作
《鼎銘的畫》，上海市：文化美術印刷製版公司，1929。
《中國空軍抗戰史話》，南京市：正氣出版社，1947。
《蔣總統速寫像》，上海市：正氣出版社，1949。
《初中最新美術》(6冊)，臺北市：遠東圖書，1956。
《戰畫室主詩集》，臺北市：梁鼎銘先生遺作出版委員會，1960。

## 外部連結
- 梁鼎銘生平年表 （页面存档备份，存于）